# 500-km-Rennen von Magny-Cours 1992

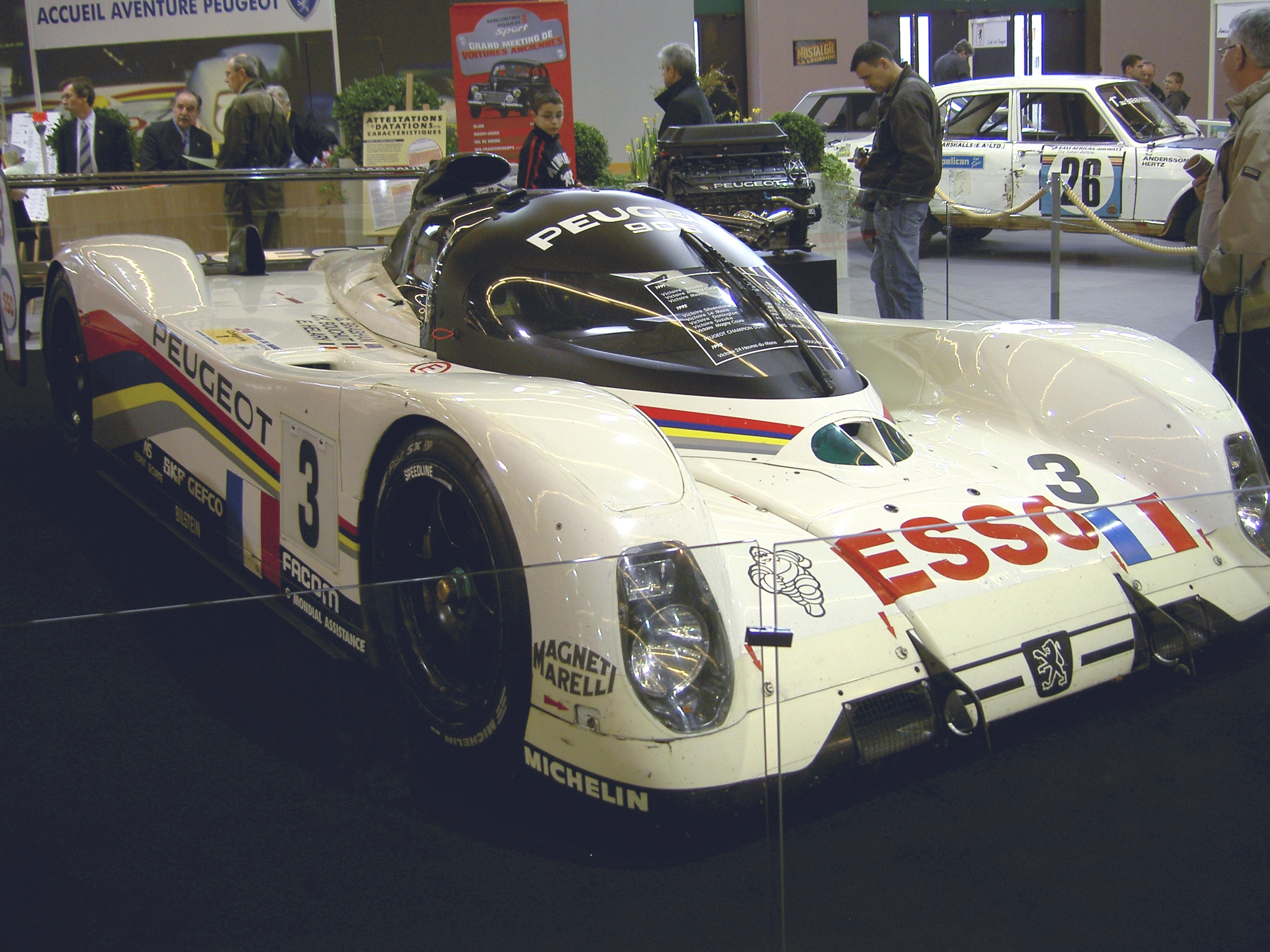
Peugeot 905 Evo 1 Bis, der letzte Siegerwagen in der Geschichte der Sportwagen-Weltmeisterschaft

Das erste 500-km-Rennen von Magny-Cours, auch SWC 500 km Magny-Cours, fand am 18. Oktober 1992 statt und war der letzte Wertungslauf in der Geschichte der Sportwagen-Weltmeisterschaft.

## Das Rennen
Was am 18. März 1953 beim 12-Stunden-Rennen von Sebring seinen Anfang nahm, endete im Oktober 1992 in Magny-Cours. Als das Siegerteam Mauro Baldi/Philippe Alliot auf einem Peugeot 905 die Ziellinie überfuhr, war die Sportwagen-Weltmeisterschaft endgültig Geschichte. Nur mehr acht Fahrzeuge, darunter sechs Gruppe-C-Rennwagen, waren am Start, die alle ins Ziel kamen und gewertet wurden. Eine Seltenheit bei einem Sportwagenrennen.

## Ergebnisse

### Schlussklassement
| 1               | C1      | 2   | Peugeot Talbot Sport    | Mauro Baldi Philippe Alliot          | Peugeot 905 Evo 1 Bis | 118 |
| 2               | C1      | 71  | Peugeot Talbot Sport    | Christophe Bouchut Éric Hélary       | Peugeot 905 Evo 1 Bis | 116 |
| 3               | C1      | 7   | Toyota Team Tom’s       | Geoff Lees Jan Lammers               | Toyota TS010          | 114 |
| 4               | C1      | 8   | Toyota Team Tom’s       | Andy Wallace David Brabham           | Toyota TS010          | 113 |
| 5               | C1      | 1   | Peugeot Talbot Sport    | Derek Warwick Yannick Dalmas         | Peugeot 905 Evo 1 Bis | 113 |
| 6               | C1      | 5   | Mazdaspeed              | Maurizio Sandro Sala Alex Caffi      | Mazda MXR-01          | 107 |
| 7               | FIA Cup | 22  | Chamberlain Engineering | Ferdinand de Lesseps Nick Adams      | Spice SE89C           | 98  |
| 8               | FIA Cup | 29  | Team S.C.I              | Ranieri Randaccio Stefano Sebastiani | Spice SE90C           | 93  |
| Nicht gestartet |         |     |                         |                                      |                       |     |
| 9               | C1      | 1   | Peugeot Talbot Sport    | Derek Warwick Yannick Dalmas         | Peugeot 905 Evo 2     | 1   |
| 10              | C1      | 2T  | Peugeot Talbot Sport    | Philippe Alliot Mauro Baldi          | Peugeot 905 Evo 1     | 2   |
| 11              | C1      | 71T | Peugeot Talbot Sport    | Christophe Bouchut Eric Hélary       | Peugeot 905 Evo 1     | 3   |

1 Ersatzwagen
2 Ersatzwagen
3 Ersatzwagen

### Nur in der Meldeliste
| Pos. | Klasse  | Nr. | Team                 | Fahrer                       | Chassis           |
| ---- | ------- | --- | -------------------- | ---------------------------- | ----------------- |
| 12   | C1      |     | Peugeot Talbot Sport | Derek Warwick Yannick Dalmas | Peugeot 905 Evo 2 |
| 13   | C1      | 3   | Euro Racing          | Cor Euser                    | Lola T92/10       |
| 14   | C1      | 4   | Euro Racing          |                              | Lola T92/10       |
| 15   | C1      | 8T  | Toyota Team Tom‘s    | David Brabham                | Toyota TS010      |
| 16   | FIA Cup | 21  | Action Formula       |                              | Spice SE90C       |

### Klassensieger
| Klasse  | Fahrer               | Fahrer          | Fahrzeug              | Platzierung im Gesamtklassement |
| ------- | -------------------- | --------------- | --------------------- | ------------------------------- |
| C1      | Mauro Baldi          | Philippe Alliot | Peugeot 905 Evo 1 Bis | Gesamtsieg                      |
| FIA Cup | Ferdinand de Lesseps | Nick Adams      | Spice SE89C           | Rang 7                          |

### Renndaten
- Gemeldet: 16
- Gestartet: 11
- Gewertet: 8
- Rennklassen: 2
- Zuschauer: 20000
- Wetter am Renntag: sonnig, warm und trocken
- Streckenlänge: 4,250 km
- Fahrzeit des Siegerteams: 2:44:19,617 Stunden
- Gesamtrunden des Siegerteams: 118
- Gesamtdistanz des Siegerteams: 501,500 km
- Siegerschnitt: 183,111 km/h
- Pole Position: Philippe Alliot – Peugeot 905 Evo 1 Bis (#2) – 1.16.415 – 200,222 km/h
- Schnellste Rennrunde: Philippe Alliot – Peugeot 905 Evo 1 Bis (#2) und Yannick Dalmas – Peugeot 905 Evo 1 Bis (#1)  1.20.346 – 190,426 km/h
- Rennserie: 6. Lauf zur Sportwagen-Weltmeisterschaft 1992